# Oberreichenbach, Bayern
Oberreichenbach är en kommun Landkreis Erlangen-Höchstadt i Regierungsbezirk Mittelfranken i förbundslandet Bayern i Tyskland.
Kommunen ingår i kommunalförbundet Aurachtal tillsammans med kommunen Aurachtal.